# سيمون أوبراين
سيمون أوبراين (بالإنجليزية: Simon O'Brien)‏ هو سياسي أسترالي، ولد في 16 مايو 1960 في أستراليا. حزبياً، نشط في الحزب الليبرالي الأسترالي.